# Великий Бор (Могилёвская область)
Вели́кий Бор (бел. Вялікі Бор) — агрогородок в составе Дричинского сельсовета Осиповичского района Могилёвской области Белоруссии.

## Этимология
В основе названия лежит слово «бор».

## Географическое положение
Великий Бор, на западе граничащий с лесом, расположен на автодороге Осиповичи — Шищицы в 37 км на юго-запад от Осиповичей, в 17 км от ж/д станции Фаличи и в 170 км от Могилёва. На север от деревни, граничащей на юго-западе с лесом, находится река Гравка. Связи осуществляются по автодороге Минск — Бобруйск. Планировку, схема которой была создана в 1964 году Белгипросельстроем, составляет одна улица с перпендикулярно отходящими переулками, застроенными преимущественно деревянными домами. Развитие территории деревни той же схемой предусмотрено на восток и запад от главной улицы, на восточной окраине которой находится общественный центр.

## История
Великий Бор в 1838 году представлял собой собственность помещика в Бобруйском уезде с 41 душой. В 1847 году деревня уже находилась в составе имения Паричи с 19 дворами и 103 жителями. С февраля по ноябрь 1918 года Великий Бор был оккупирован германскими войсками, с августа 1919 по июль 1920 года — польскими. Колхоз под названием «1 мая» был здесь организован в 1930 году.
Во время Великой Отечественной войны Великий Бор был оккупирован немецко-фашистскими войсками с конца июня 1941 года по 29 июня 1944 года. На фронте и при партизанской деятельности погибли 13 жителей. На западном краю деревни, в братской могиле были захоронены 11 советских воинов и партизан, погибших здесь в боях 1941 и 1944 годов. На могиле в 1969 и 1983 годах были поставлены обелиск и пять плит.
В деревне имеются ФАП, детский сад, клуб, библиотека, магазин и столовая.

## Население
- 1847 год — 103 человека, 19 дворов[1]
- 1986 год — 179 человек, 71 хозяйство[1]
- 2002 год — 79 человек, 25 хозяйств[1]
- 2007 год — 215 человек, 69 хозяйств[1]

## Комментарии
1. ↑  Название и ударение даны по: Назвы населеных пунктаў Рэспублікі Беларусь: Магілёўская вобласць: нарматыўны даведнік / І. А. Гапоненка і інш.; пад рэд. В. П. Лемцюговай. — Минск: Тэхналогія, 2007. — С. 62. — 406 с. — ISBN 978-985-458-159-0.